# Хвойный урман
Горнолыжный комплекс «Хвойный урман» — горнолыжный центр, расположенный в Ханты-Мансийском автономном округе — Югре  в черте города Ханты-Мансийска.

## История
Открытие комплекса состоялось в марте 2004 года.  В 2008 году горнолыжный комплекс перешел под оперативное управление АУ "ЮграМегаСпорт". В 2017 году ГЛК «Хвойный Урман» одержал победу в номинации «Самый спортивный курорт» на Международном бизнес-форуме горнолыжных курортов Ski Business Forum.

## Информация о горнолыжном центре
Комплекс включает в себя две трассы с системой искусственного оснежения и 10 трасс для беговых лыж и прогулок протяженностью свыше 15 км. Основная трасса: перепад высот – 120 м, длина – 650 м, ширина – 100 м. На вершину трассы можно подняться с помощью канатной дороги. 
Учебная трасса:  перепад высот – 40 м, длина – 250 м. Горнолыжный комплекс располагается в природном парке «Самаровский чугас» и входит в состав Центра зимних видов спорта им. А.В. Филипенко. 
На склонах ГЛК «Хвойный урман» проходят соревнования регионального и федерального значения. Здесь проводят свою подготовку Федерация горнолыжного спорта и сноуборда России, Школа олимпийского резерва ХМАО – Югры, Центр подготовки сборных команд ХМАО – Югры, Федерация адаптивного спорта ХМАО – Югры.
В марте 2017 года на территории «Хвойного урмана» состоялся старт проекта по реабилитации и социализации для людей с детским церебральным параличом, аутизмом, синдромом Дауна, нарушениями зрения и другими ограниченными возможностями здоровья с помощью занятий горными лыжами Лыжи мечты.

### Мероприятия
- Чемпионат России по сноуборду – 2005;
- Финал Кубка России (FIS) по сноуборду – 2006;
- Первенство России по сноуборду – 2013;
- XVIII Зимние Сурдлимпийские игры – 2015;
- Этап Кубка России (FIS) по сноуборду – 2016;